# Dodge Intrepid
La Dodge Intrepid è una berlina prodotta dalla Dodge dal 1993 al 2004. Viene identificata come ES la versione sportiva di quest'auto.

## Tecnica della versione ES
Il propulsore è in alluminio da 3,2 litri. Questo motore V6 a 24 valvole da 226 CV a 6300 giri/min porta la Intrepid da 0 a 100 km/h in 8 secondi. Le sospensioni sono indipendenti.
Per migliorare la stabilità dell'auto è stata adottata una barra stabilizzatrice di tipo Link nella parte posteriore. Il veicolo è equipaggiato con servosterzo a cremagliera e trasmissione autostik (ciò rende possibile selezionare tra cambio manuale o automatico).
L'auto è dotata di freni a disco e ABS. Monta cerchi in alluminio da 16 pollici.